# Nectria pulcherrima
Nectria pulcherrima är en svampart som beskrevs av Berk. & Broome 1875. Nectria pulcherrima ingår i släktet Nectria och familjen Nectriaceae.   Inga underarter finns listade i Catalogue of Life.